# Palpita vitrealis
Palpita vitrealis је врста ноћног лептира (мољца) из породице Crambidae.

## Распрострањење
Ова врста се јавља широм света, укључујући Африку (Екваторијална Гвинеја, Гамбија, Кенија, Јужна Африка), Азију, Аустралију и Европу. У Европи се углавном налази у јужној Европи, али се може наћи и северније.

## Опис
Распон крила може достићи 27-31мм. Тело и крила су провидни са благим сјајем. Очи су велике и црвенкасто-браон. На горњој ивици предњих крила присутна је прилично широка наранџаста или смеђа ивица. Ноге су беле или браон боје, прстенасте.

## Биологија
Ове врсте ноћних лептира углавном лете од августа до краја октобра, у зависности од локације. Хране се нектаром разног цвећа, укључујући бршљан. Ова врста показује миграторну природу.
Ларве су у почетку жуте, касније постају зелене. Могу нарасти до дужине око 2цм. Хране се листовима биљака домаћина, углавном јасмина (Jasminum officinale), врстама рода Ligustrum и Forsythia, Arbutus unedo и европске маслине (Olea europeae). У Африци пожељне биљке домаћини су Sida rhombifolia, Grewia, Helicteres isora, Schima noronhae и Randia scortechinii. Ларве се сматрају штеточинама маслинових поља, јер нападају лишће и плодове. Последњи стадијум ларве спаја неке листове и формира свиленкасту чахуру за лутку.

## Галерија
- Palpita vitrealis
- Јаја врсте Palpita vitrealis
- Ларва врсте Palpita vitrealis
- Ларва врсте Palpita vitrealis
- Лутка врсте Palpita vitrealis